# Потенциалы Льенара — Вихерта
Потенциа́лы Льена́ра — Ви́херта (часто используется также написание потенциалы Лиенара — Вихерта) представляют собой простое лоренц-инвариантное выражение для потенциалов поля, создаваемого точечным электрическим зарядом, движущимся по заданной траектории. Они являются точным решением уравнений Максвелла в пустоте для случая одной частицы, записанным в калибровке Лоренца.
Выражения получены независимо друг от друга Альфредом-Мари Льенаром (1898) и Эмилем Вихертом (1900).

## Определение
Все величины в формулах для потенциалов Льенара — Вихерта, включая скорость частицы и её радиус-вектор {\displaystyle \mathbf {R} }, берутся в момент времени {\displaystyle t'}, определяемый из уравнения
{\displaystyle c(t-t')=R.}
{\displaystyle t'} также называют временем запаздывания.
Потенциалы поля в начале координат даются выражениями (в системе СГС)
{\displaystyle \varphi (t)=\left.{\frac {e}{R-{\mathbf {v} \mathbf {R}  \over c}}}\right|_{t=t'},}
{\displaystyle \mathbf {A} (t)=\left.{\frac {e\mathbf {v} }{c\left(R-{\mathbf {v} \mathbf {R}  \over c}\right)}}\right|_{t=t'},}
где {\displaystyle \mathbf {v} } — скорость частицы, {\displaystyle \mathbf {R} } — её радиус-вектор, {\displaystyle R=|\mathbf {R} |,} {\displaystyle \varphi } — скалярный потенциал, {\displaystyle \mathbf {A} } — векторный потенциал магнитного поля, {\displaystyle e} — заряд частицы, {\displaystyle c} — скорость света.
В более общем случае, когда потенциалы ищутся в произвольной точке P системы отсчёта с радиусом-вектором {\displaystyle \mathbf {r} _{P}}, формулы для потенциалов можно объединить в одно лоренц-инвариантное выражение для 4-потенциала:
{\displaystyle A^{\mu }=e{\frac {u^{\mu }}{R_{\nu }u^{\nu }}},\qquad R_{\lambda }R^{\lambda }=0,}
где {\displaystyle u^{\mu }} — 4-скорость частицы в момент времени {\displaystyle t'}, 4-вектор {\displaystyle R^{\mu }=\left[c(t-t'),\mathbf {r} _{P}-\mathbf {r} '\right],} величина {\displaystyle \mathbf {r} '} есть радиус-вектор частицы в момент времени {\displaystyle t'}.